# Shakubyoshi
Le shakubyoshi (笏拍子) est un instrument de musique japonais composé de deux plaques de bois frappées ensemble. C’est le plus vieil instrument de percussion japonais. Il est utilisé pour maintenir la cadence dans les genres anciens liés au gagaku. Ses dimensions sont de 36 cm de longueur, 2,4 cm de largeur à la base, 3,9 cm à la pointe et 1 cm d'épaisseur en moyenne. Il est maintenu à sa base.